# Brevizacla
Brevizacla is een geslacht van rechtvleugeligen uit de familie krekels (Gryllidae). De wetenschappelijke naam van dit geslacht is voor het eerst geldig gepubliceerd in 2003 door Gorochov.

## Soorten
Het geslacht Brevizacla omvat de volgende soorten:
- Brevizacla chandani Bhowmik, 1981
- Brevizacla curta Gorochov, 2003
- Brevizacla discoptila Gorochov, 1996
- Brevizacla molisae Desutter-Grandcolas, 2012
- Brevizacla ranjani Bhowmik, 1981
- Brevizacla speranda Gorochov, 2006